# 阿部良輝
阿部 良輝（あべ よしてる）は、戦国時代から安土桃山時代にかけての武将。出羽国飽海郡磐井出館主。

## 略歴
阿部氏は出羽の国人。代々、当時出羽三山に数えられていた鷹尾山の伊氏波神社別当職を務める家柄であった。また、奥州安倍氏の末裔を称したために、姓は安倍ともいわれている。
良輝もまた別当として鷹尾山衆徒をまとめ上げ、川南の戦国大名で羽黒山別当でもあった大宝寺義氏に仕えていた。
なお、子・貞嗣は天正16年（1588年）の十五里ヶ原の戦いにおいて最上勢と戦い討死している。その後の阿部氏の動向は不明で、天正19年（1591年）に上杉氏の攻撃により阿部氏は滅亡している。鷹尾山衆徒は蕨岡館へ移ったという。
1. ↑  現在の山形県庄内地方南部。